# Grosse Marange
Grosse Marange es una variedad cultivar muy antigua de ciruelo (Prunus domestica), de las denominadas ciruelas europeas, una variedad de ciruela muy antigua oriunda de la zona del cantón de Marange-Silvange de la comuna francesa de Marange-Silvange, en la región de Lorena,(Francia) . 
Fruta de tamaño pequeño o muy pequeño, con piel de color verde oliváceo o ceniciento con zonas más verdes como transparentes, sin chapa o a lo sumo manchas rojizas o castañas, punteado muy abundante de dos tipos, y pulpa de color amarillo verdosa, dorada, transparente, textura medio firme, tierna, algo crujiente, medianamente jugosa, y sabor muy dulce, almibarado, muy bueno.

## Historia
'Grosse Marange' variedad de ciruela antigua local cuyos orígenes se sitúan en la zona del cantón de Marange-Silvange de la comuna francesa de Marange-Silvange, en la región de Lorena, departamento de Mosela, en el distrito de Metz-Campagne.
'Grosse Marange' está cultivada en el Banco de germoplasma de cultivos vivos de la Estación experimental Aula Dei de Zaragoza. Está considerada incluida en las variedades locales autóctonas muy antiguas, cuyo cultivo se centraba en comarcas muy definidas, que se caracterizan por su buena adaptación a sus ecosistemas, y podrían tener interés genético en virtud de su características organolepticas y resistencia a enfermedades, con vista a mejorar a otras variedades.

## Características
'Grosse Marange' árbol de porte extenso, vigoroso, erguido, muy fértil y resistente. Las flores deben aclararse mucho para que los frutos alcancen un calibre más grueso. Tiene un tiempo de floración que comienza a partir del 16 de abril con el 10% de floración, para el 20 de abril tiene una floración completa (80%), y para el 29 de abril tiene un 90% de caída de pétalos.
'Grosse Marange' tiene una talla de tamaño pequeño a muy pequeño, de forma redondeada, ligeramente deprimida en zona ventral y parte central dorsal, presentando sutura como una línea fina poco perceptible, prácticamente superficial;epidermis fina y con tendencia a hendirse, se desprende con mucha facilidad de la carne, muy recubierta de pruina, azulado blanquecina muy fina, no se aprecia pubescencia, siendo el color de la piel rojo carmín, morado o negro
azulado, llegando a ponerse casi uniformemente negro, aunque generalmente persisten todos los tonos mezclados y aún incluso el amarillo del color del fondo; punteado abundante poco perceptible, menudo, de color indefinido, con aureola carmín o morada solo perceptible en zonas claras; Pedúnculo de longitud extraordinariamente corto y grueso, muy pubescente, casi tomentoso, insertado en una cavidad peduncular de anchura media estrechándose bruscamente en forma de embudo, poca
profundidad junto al borde, aumentando en la parte estrecha, poco rebajada en la sutura y muy suavemente en el lado opuesto; pulpa color amarillo crema claro, transparente, textura muy pastosa, algo fibrosa junto al hueso, medianamente
jugosa, y sabor muy dulce pero algo soso.
Hueso muy adherente, mediano, forma elíptica, algo apuntado en los polos, poco sobresaliente, superficie semi arenosa.
Su tiempo de recogida de cosecha se inicia en su maduración durante la primera decena del mes de julio.

## Usos
Las ciruelas 'Dorada Redonda Precoz' se comen crudas de fruta fresca en mesa, y también se transforma en mermeladas, almíbar de frutas o compotas para su mejor aprovechamiento.

## Cultivo
Autofértil, es una muy buena variedad polinizadora de todos los demás ciruelos.